# Белчтаун (Масачусетс)
Белчтаун (енгл. Belchertown) насељено је место без административног статуса у америчкој савезној држави Масачусетс.

## Демографија
По попису из 2010. године број становника је 2.899, што је 273 (10,4%) становника више него 2000. године.
| Група             | 2000.         | 2010.         |
| Белци             | 2.448 (93,2%) | 2.577 (88,9%) |
| Афроамериканци    | 33 (1,3%)     | 52 (1,8%)     |
| Азијати           | 47 (1,8%)     | 78 (2,7%)     |
| Хиспаноамериканци | 56 (2,1%)     | 131 (4,5%)    |
| Укупно            | 2.626         | 2.899         |